# Osov
Osov település Csehországban, a Berouni járásban. Osov Velký Chlumec, Lážovice, Skřipel és Vižina településekkel határos. Lakosainak száma 323 fő (2024. január 1.).

## Népesség
A település lakosságának változását az alábbi diagram mutatja:
| Lakosok száma | 643  | 564  | 563  | 467  | 418  | 338  | 338  | 328  | 321  | 323  |
|               | 1869 | 1890 | 1921 | 1950 | 1980 | 2001 | 2017 | 2019 | 2022 | 2024 |